# Ентеропатски артритис
Ентеропатски артритис или ентеропатска артропатија (скраћено ЕА) је упална болест зглобова која се најчешће јавља код упалних болести црева као што су Кронова болест и/или улцерозни колитис, или након хируршких захвата на цревима. Запаљењски артритис повезан је и са другим ентеропатским болестима.

## Епидемиологија
Упала периферних (зглобова на рукама и ногама) и сакроилијакланих зглобова  јавља у око 10—20% болесника са упалним болестима црева (Кронова болест и улцерозни колитис), а упала зглобова између пршљенова у око 10% наведених болесника. 
Када се јављају промене на кичменим зглобовима, најчешће не долази до појаве симптома болести (нема болова, нема већег ограничења покретљивости).
Ентеропатски артритис се чешћа јавља код мушкараца него код жена, углавном између 25 и 40 година.  .

## Етиологија
Ентеропатски артритис је запаљењска болест зглобова која се може јавити код следећих запаљењских болести црева:
- Кронова болест
- Улцерозни колитис
- Целијакија
- Виплова болест
- Изазваних након након хируршких захвата на цревима.

Иако у овој болести може бити погођен било који зглоб на телу, патолошке промене се најчешће јављају у облику олигоартритиса (упале неколико зглобова), који се јавља у одређеним временским размацима (епизодама), често мењајући захваћене зглобове (мигрирајући ток болести). То значи да се запаљење може јавити на било ком другом зглобу на периферији, односно на рукама или стопалима, у различитим временским интервалима. 
Најчешће су захваћени зглобови на кичми и сакроилијачни зглобови (зглобови између кичме и карлице), слично као и код анкилозирајућег спондилитиса, само што је код присутна и упална болест на цревима.
Слично као и код неких других реуматских болести, попут анкилозантног спондилитиса, псоријатичног артритиса и реактивног артритиса, зглобне промене су чешће у пацијената који имају позитиван антиген ткивне подударности ХЛА-Б27. Антиген ХЛА-Б27 налази се чак код 50-75% пацијената са присутном упалом на кичми, док код артритиса на рукама и ногама није уочена повезаност ХЛА-Б27 антигена и ЕА. 

## Прогноза
Упалне промене на зглобовима код ентеропатског артритис углавном су пролазне природе и не изазивају трајна оштећења зглобних структура, нити трајне деформације зглобова (јер промене нису ерозивне).